# Team Sportia
Team Sportia är en svensk sporthandelskedja bestående av cirka 45 lokala sporthandlare spridda över hela landet. Företaget grundades 1989 och huvudkontoret ligger sedan december 2015 i företagsområdet Viared, Borås. Alla butiker drivs av franchisetagare.

## Historia
Grunden till Team Sportia lades redan på 1960-talet, då utvecklingen innebar att enskilda fackhandlare började bilda inköpsgrupper och kedjor för att möta konkurrensen från de framväxande varuhusen. Inom sporthandelsbranschen bildades bland annat Fri Team 1973. Av vissa järnhandlare som sålde sportutrustning bildades så småningom Järnia Sport, som sedan ändrade namn till Sportia. 1989 fusionerades Sportia och Fri Team, och bildade sportkedjan Team Sportia.
2010 köpte Team Sportia butikskedjan Sportex, och blev med det köpet störst i Sverige på cykelsektorn.
2012 ansökte Team Sportia AB centralt om företagsrekonstruktion.
2014 gick det finska familjeföretaget SGN Group in som majoritetsägare i huvudbolaget Team Sportia AB.
Under åren 2015–2018 var fackhandelskedjan Tvåhjulsmästarna en del av Team Sportia.
2015 blev Team Sportia även en del av Sport 2000, en av sportvärldens största inköpsgrupper, med över 3 500 butiker i 25 länder och en total omsättning på drygt 5 miljarder euro.